# Élection du gouverneur de Bangkok de 2008
La 8e élection du gouverneur de Bangkok s'est tenue le 8 octobre 2008, après la fin du mandat du gouverneur démocrate sortant et candidat à sa réélection Apirak Kosayothin.
Le candidat démocrate est réélu avec 45,93% des suffrages (soit 991 018 voix), une nette majorité que celle de 2004, année à laquelle il avait élu pour la première fois avec 38,20% des suffrages (ou 911 441 voix). Prapas Chongsanguan, candidat du Palang Prachachon, arrive derrière lui, avec 25,19% des suffrages, suivi de Chuwit Kamolwisit, candidat indépendant, en troisième position, avec 15,79%. Celui-ci enregistre également une nette progression quant à sa candidature en 2004, où il avait obtenu 14,01% des suffrages.
En circonscription, la majorité des Bangkokiens ont voté massivement pour réélire Apirak Kosayothin en tant que gouverneur. Il est le second à être réélu à la fonction après Chamlong Srimuang, gouverneur de 1985 à 1992.
L'élection d'Apirak Kosayothin est confirmée par la Commission électorale le même jour, proclamant ainsi son élection.